# Unione Sportiva Peloro 1923-1924
Questa pagina raccoglie i dati riguardanti l'Unione Sportiva Peloro nelle competizioni ufficiali della stagione 1923-1924.

## Rosa
| N. |                   | Ruolo | Calciatore            |
| -- | ----------------- | ----- | --------------------- |
|    | Italia (bandiera) | C     | Bartolone             |
|    | Italia (bandiera) | A     | Bianco                |
|    | Italia (bandiera) | A     | Bois                  |
|    | Italia (bandiera) | A     | Bonanno               |
|    | Italia (bandiera) | C     | Giacomo Celeste (I)   |
|    | Italia (bandiera) | C     | Giovanni Celeste (II) |
|    | Italia (bandiera) | A     | Ciaccio               |
|    | Italia (bandiera) | D     | Consoli               |
|    | Italia (bandiera) | C     | Denaro                |
|    | Italia (bandiera) | A     | Salvatore Fidomanzo   |
|    | Italia (bandiera) | P     | Gigi Gentile          |

| N. |                   | Ruolo | Calciatore        |
| -- | ----------------- | ----- | ----------------- |
|    | Italia (bandiera) | C     | Gravagna          |
|    | Italia (bandiera) | P     | La Motta          |
|    | Italia (bandiera) | A     | Lyra              |
|    | Italia (bandiera) | A     | Nibbi             |
|    | Italia (bandiera) | D     | Oteri             |
|    | Italia (bandiera) | D     | Parisi            |
|    | Italia (bandiera) | D     | Orlando Salmeri   |
|    | Italia (bandiera) | A     | Siracusa          |
|    | Italia (bandiera) | C     | Sirchia           |
|    | Italia (bandiera) | A     | Antonio Sparacino |